# په‌نه‌په
" په نه په " یا "پـ نـ پـ " به معنای «پس نه پس»، نوعی طنز است که در ایران مرسوم شده‌است. په‌نه‌په اغلب در یک فضای گفت‌وگوی دو نفره اتفاق می‌افتد، نفر اول پرسشی بدیهی را مطرح می‌کند و نفر دوم، با قراردادن عبارتِ پـَ نـَ پـَ در ابتدای پاسخش، طوری پاسخ می‌دهد که فضایی طنزگونه ایجاد می‌کند. پـَ نـَ پـَ کوتاه‌شدهٔ «پس نه پس» است. این عبارت بیشتر در مباحث کوچه بازاری و بین افراد با سن نوجوان رواج دارد.

## ریشه‌شناسی
تفاوت عمدهٔ جوک‌های «مملکته داریم؟» با «پـَـ نـَـ پـَـ» در این است که اولی، به مصادیق «عینی» یا واقعی رخدادها می‌پردازد، که البته از نگاهی، جنبهٔ طنزگونه به خود می‌گیرند؛ اما گروه دوم، لطیفه‌ها یا جوک‌هایی هستند که با هدف خنداندن مخاطب «ساخته» می‌شوند و خصلت عینی یا واقعی ندارند. کسانی که به شیوهٔ په‌نه‌په سؤال‌های روزمره را پاسخ می‌دهند، ضمن خنداندن مخاطب، او را به‌طور جدی به این فکر فرومی‌برند که به‌راستی در ارتباطات شفاهی و حین گفت‌وگو، چرا سؤالاتی از این دست میان افراد رد و بدل می‌شود که پاسخ آنها چنان آشکار است که اصل پرسش را زیر سؤال می‌برد و حتی آن را به مسخرگی می‌گیرد؛ مثلاً وی در پاسخ به سؤالی که معمولاً وقتی کسی به مکانی وارد می‌شود و به او می‌گویند: " اِه‌ه‌ه… اومدی؟!" جواب می‌دهد: "نه، هنوز نیومده‌م… توی راهم… ۵ دقیقه دیگه می‌رسم."

## مثال
یک مثال از طنز په‌نه‌په با زبان عامیانه: 
با دوستم رفتیم تو یه مغازهٔ شلوغ که عسل طبیعی می‌فروشه؛ نوبت ما که می‌شه طرف می‌گه: "شمام عسل می‌خواین؟!" "پـَ نـَ پـَ، دو تا زنبوریم، اومدیم استخدام شیم!"